# Друге головне управління КДБ СРСР
Друге головне управління КДБ СРСР — структурний підрозділ Комітету державної безпеки СРСР, відповідальне за контррозвідку.
У 1941 році за контррозвідку відповідало 2-ге управління НКВС. Згодом, при розділі НКВС на сам НКВС і НКДБ, контррозвідка стала 2-м управлінням МДБ, у яке увійшло також 3-тє (секретно-політичне) управління НКВС. У 1946 році 2-ге управління реорганізоване в 2-ге головне управління НКДБ, яке носило назву МДБ.
У 1953-му 1-ше і 2-ге головні управління МДБ були з'єднані в єдине Головне розвідувальне управління ГРУ МДБ СРСР. Однак незабаром стало зрозуміло, що об'єднання таких структур як розвідка і контррозвідка невигідно через надзвичайну громіздкість апарату управління, тому вони були розділені, але були об'єднані ще більші структури — МВС і МДБ в один загальний МВС. Контррозвідка стала 1-м головним управлінням, а розвідка — 2-м. Через рік був створений КДБ, виділена контррозвідка стала в ньому 2-м головним управлінням.

## Відділ 2-Н
У 1947 році у 2-му Головному управлінні МДБ СРСР (контррозвідка) створюється відділ 2-Н як координаційний підрозділ по боротьбі з «буржуазним націоналізмом». В Україні головним знаряддям боротьби з ОУН і УПА виступало Управління 2-Н МДБ УРСР на чолі із заступником міністра. Він же, як правило, керував Оперативною групою МДБ у Львові. Станом на 10 вересня 1949 року Управління 2-Н на чолі із заступником міністра ГБ генерал-майором Віктором Дроздовим мало по штату 126 співробітників, а 1-й його відділ відав розшуком членів Центрального і крайових проводів ОУН (б). У 1949-му для щільнішого пошуку і знищення підпілля на стиках областей районів створюється близько 30 оперативних секторів, за якими закріплюються оперативні групи і підрозділи ВВ МДБ. До 1 листопада 1946 р. агентурний апарат в регіоні налічував 644 резиденти, 2249 агентів і 18 165 інформаторів.